# European Cities Marketing
European Cities Marketing (ECM) ist der internationale Name des 1991 in Heidelberg, Deutschland, auf deutsch-französische Initiative gegründeten Europäischen Städtetourimusverbandes (FOTVE – Fédération des Offices de Tourisme des Villes Européennes, FECTO – Federation of European Cities’ Tourist Offices). FECTO trat später unter dem Markenbegriff European Cities Tourism (ECT) auf.
2006 / 2007 fusionierte der nach französischem Vereinsrecht bestehende Verband mit der European Federation of Conference Towns (EFCT) zu European Cities Marketing. Im Netzwerk von rund 120 Städten aus 39 Nationen wurden seither zwei Foren geführt, eines (Tourism Forum) für Tourismus im Allgemeinen, eines (Convention Forum) für Kongresse und Tagungen.
Dem internationalen Trend entsprechend, wurde das Portfolio kürzlich um City Marketing ergänzt, um dem ganzheitlichen Anspruch gerecht zu werden, der aktuell in der Vermarktung der Städte immer bedeutender wird. Dem wurde damit Rechnung getragen, dass es nunmehr neben dem Präsidenten bzw. der Präsidentin drei Vizepräsidenten bzw. -präsidentinnen gibt, die die drei wesentlichen Themenkreise abbilden, mit welchen sich moderne Destinationsmanagement- bzw. Destinationsmarketing-Organisationen befassen.
Aktuell sind dies:
- Laura Aalto, Helsinki, für Leisure & Tourism
- Sam Johnston, Dublin, für die Meetings Industrie
- Barbara Jamison, London, für City Marketing

ECM hält seit der Gründung Jahrestagungen (mit Generalversammlungen) im Juni ab, zu denen später Frühjahrs- und Herbsttagungen kamen. Die großen Herbsttagungen wurden 2011 gestrichen, um den sogenannten Knowledge-Groups die Möglichkeit zu ganztägigen Veranstaltungen zu geben. Gastgeber ist jeweils eine Mitgliedsstadt.
Der Verband arbeitet mit der European Travel Commission, dem Dachverband der nationalen Destinationsmarketingorganisationen, und mit TourMIS, einem touristischen Marketinginformationssystem, zusammen. ECM-Arbeitssprache ist Englisch.
Das Büro des Verbandes befindet sich seit der Gründung in Dijon, Frankreich. Präsidenten waren:
- 1991–1996: Nils Kroesen,[1] Heidelberg, Deutschland
- 1996–1999: John Moreau, Amsterdam, Niederlande
- 1999–2002: Jean-Michel Lafond,[2] Dijon, Frankreich
- 2002–2006: Claes Bjerkne,[3][4] Göteborg, Schweden
- 2006–2009: Frank Magee,[5] Dublin, Irland
- 2009–2013: Dieter Hardt-Stremayr,[6] Graz, Österreich
- 2013–2017: Ignacio de Délas, Barcelona, Spanien
- 2017–2019: Dieter Hardt-Stremayr, Graz, Österreich
- 2019–: Petra Stusek, Ljubljana, Slowenien